# Reineveldbrug
De Reineveldbrug, in de volksmond ook wel de Trambrug genoemd, is een brug in de Nederlandse stad Delft, provincie Zuid-Holland. Het is een basculebrug voor de wegverbinding voor het verkeer tussen enerzijds woonwijk Ypenburg en de afslag Delft-Noord (A13) en anderzijds het centrum van Delft. Tevens maken de tramlijnen 1 en 19 gebruik van de brug. De Reineveldbrug ligt over het Rijn-Schiekanaal. De doorvaartwijdte van het vaste gedeelte en van het beweegbare deel bedragen 10 m. De doorvaarthoogte is in gesloten toestand 4,25 m.
- Polygoonjournaal, 12 januari 1931: Bouw van de Reineveldbrug

De huidige Reineveldbrug is in 1931 gebouwd naar een ontwerp van architect Kramers, en werd in 2001 gerenoveerd. De basculebrug is in 2004 volledig vervangen. Het brugwachtershuisje is een gemeentelijk monument.
De brug is een vast onderdeel in de route van koninklijke bijzettingen.
De vorige Reineveldbrug was een lage en smalle draaibrug uit 1891 en lag ongeveer 200 meter westelijker dan de huidige ligging, in het verlengde van de Delftweg. Hij was zo smal dat er maar één paardentram, koets of auto tegelijk overheen kon. De paardentram kwam in 1866, de stoomtram in 1887, en in 1923 de elektrische tram. Toen de nieuwe brug gereed was ging de tram voortaan daarover heen rijden. Waar sindsdien de helling naar de nieuwe brug is, stond de remise van de stoomtram. Die was echter in 1907 al gesloten.